# Minor League Baseball

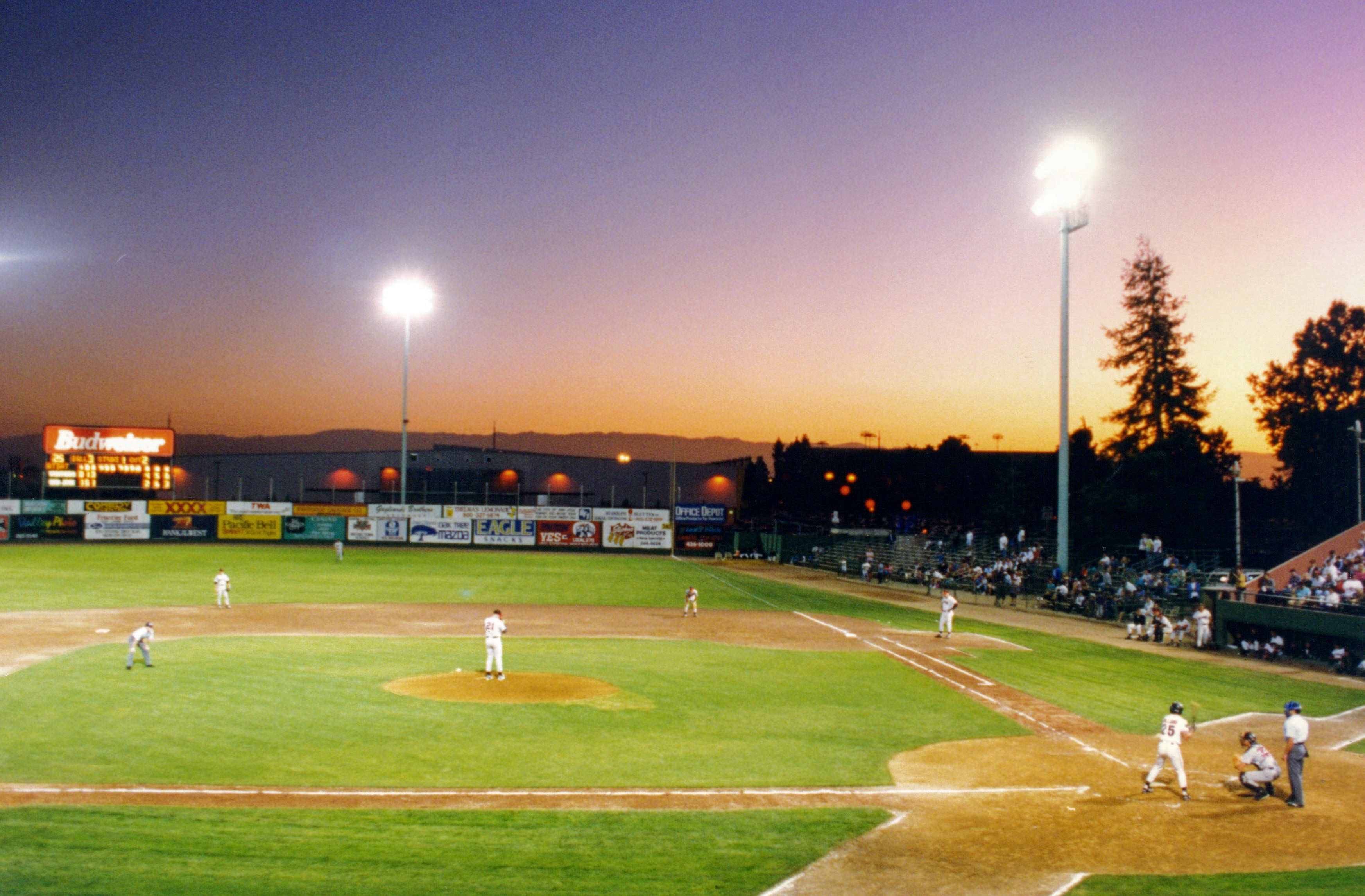
Una partita della Minor League Baseball (Classe A) giocata a San Jose, in California, nel 1994

La Minor League Baseball, spesso abbreviato in MiLB, è una serie di leghe professionistiche americane di baseball, di livello inferiore rispetto alla Major League Baseball. Il quartier generale della MiLB è situato a Saint Petersburg, Florida.
Le squadre appartenenti alla Minor League (escluse quelle della Mexican League) hanno un'affiliazione con una franchigia della MLB. Queste squadre affiliate vengono spesso ribattezzate farm team, poiché ricevono giocatori dalle franchigie MLB per farli giocare in un campionato agonistico.
Altre leghe affiliate alla MLB, che però non fanno parte ufficialmente della Minor League sono: l'Arizona Fall League (Stati Uniti), la Dominican Professional Baseball League (Rep. Dominicana), la Liga Paralela e la Venezuelan Professional Baseball League (Venezuela), la Mexican Pacific League (Messico) e la Puerto Rico Baseball League (Porto Rico) nel continente americano, e la Australian Baseball League australiana in Oceania.
Dal 1997 al 2015 vi fu nella classe Rookie della MiLB la Venezuelan Summer League, che cessò di esistere prima dell'inizio della stagione 2016 a causa dell'instabilità politica dello stato sudamericano.

## Classi

### Tripla-A (AAA)
La Tripla-A rappresenta il livello più alto della Minor League Baseball.
- L'International League (fondata nel 1884)
- La Pacific Coast League (fondata nel 1903)

### Doppia-A (AA)
- L'Atlantic League of Professional Baseball (fondata nel 1998)

- L'Eastern League (fondata nel 1923)
- La Southern League (fondata nel 1964)
- La Texas League (fondata nel 1902)

### Le classi A
La classe A si suddivide a sua volta in due sottoclassificazioni: la classe A-avanzata e classe A.

#### Classe A-avanzata
- La American Association of Professional Baseball (fondata nel 2005)

- La Midwest League (fondata nel 1947)
- La Northwest League (fondata nel 1955)
- La South Atlantic League (fondata nel 1963)

#### Classe A
- La California League (fondata nel 1941)
- La Carolina League (fondata nel 1945)
- La Florida State League (fondata nel 1919)
- La Frontier League (fondata nel 1993)

### Le classi Rookie
La classe dedicata agli "esordienti" (in inglese Rookie) è generalmente considerata un'unica classe, tuttavia al suo interno sono presenti due sottoclassificazioni: la Rookie avanzata e la Rookie. Si tratta del livello più basso della Minor League. La durata della stagione è limitata, con una lunghezza simile a quella dell'A-breve.
Tra le rookie leagues vi sono:
- La Arizona League (fondata nel 1988)
- La Dominican Summer League (fondata nel 1985)
- La Florida Complex League (fondata nel 1964)
- La Pioneer League (fondata nel 1939)